# Neschwitz
Neschwitz (en alto sorabo, Njeswačidło) es un municipio situado en el distrito de Bautzen, en el estado federado de Sajonia (Alemania). Tiene una población estimada, a fines de 2023, de 2362 habitantes.